# Laughton (East Sussex)
Laughton is een civil parish in het bestuurlijke gebied Wealden, in het Engelse graafschap East Sussex met 599 inwoners.